# موتور بازی

رابطه هسته لینوکس و اپن جی ال، کتابخانه گرافیکی توسعه یافته در لینوکس

یک موتور بازی (به انگلیسی: Game engine) یک چارچوب نرم‌افزار است که برای ساخت و توسعه و پردازش بازی ویدئویی برای رایانه‌های خانگی، کنسول‌های بازی و تلفن همراه ساخته می‌شود. موتورهای بازی حداقل شامل یک موتور گرافیکی برای ترسیم و یک موتور فیزیکی برای پیاده‌سازی محیط فیزیکی هستند. هم‌اکنون می‌توان گفت بیش از ۵۰۰ موتور بازی‌سازی در جهان وجود دارد که تعداد کمی از آن‌ها در سطح دنیا شناخته شده‌است.

## مقدمه
موتور بازی مجموعه‌ای از ابزارهای توسعه دیداری علاوه بر مؤلفه‌های نرم‌افزاری با قابلیت استفاده مجدد را ارائه می‌دهد. این ابزارها معمولاً در یک محیط توسعه یکپارچه ارائه می‌شوند تا توسعه بازی‌ها را با یک رویکرد مبتنی بر داده ساده‌تر و سریع تر انجام دهند. موتورهای بازی را گاهی «میان افزار بازی» نیز می‌نامند؛ زیرا از دیدگاه تجاری این اصطلاح، آن‌ها یک سکوی نرم‌افزاری منعطف و قابل استفاده مجدد را ارائه می‌کنند که تمام کاربردهای موردنیاز را فراهم می‌آورند تا درحالیکه هزینه‌ها، پیچیدگی‌ها و زمان ارائه با بازار – که همگی این عوامل در صنعت رقابتی بازی‌های کامپیوتری حیاتی هستند – کم می‌کند، توسعه و تولید بازی‌ها را امکان‌پذیر سازد.

## فهرست چندین موتور بازی‌سازی مطرح
- گودو (Godot Engine)
- دونیا انجین (Dunia Engine)
- هیرو انجین (Hero Engine)
- ۴آ (4A Engine)
- رئال ویرچوالیتی (Real virtuality)
- ریج (RAGE)
- کروم انجین (Chrome Engine)
- آنریل انجین(Unreal Engine)
- مدنس انجین (Madness Engine)
- انویل نکست (Anvil Next)
- کرای انجین (Cry Engine)
- فراست بایت (Frostbite)
- سورس انجین (Source Engine)
- اگو انجین (EGO Engine)
- فاکس انجین (Fox Engine)
- ای دبلو انجین (IW Engine)
- کریستال تولز (Crystal Tools)
- آی دی تک (id Tech)
- فایر انجین (Phyre Engine)
- سیگانکس (SeganX)
- یونیتی (Unity)
- اتودسک استینگری (Autodesk Stingray)
- آمازون لومبریارد (Amazon Lumberyard)
- گیم میکر استودیو (game maker studio)
- هکسا انجین (hexa engine)
- بوی انجین (bevy enigne)
- امتیست انجین (amethyst engine)
- آر ای انجین ری انجین ( RE engine)
- دیفولد (Defold Engine)